# Flughafen Morlaix–Ploujean

i7
i11
i13
Der Aéroport de Morlaix-Ploujean ist ein französischer Regionalflughafen. Er liegt in der Region Bretagne im Département Finistère auf dem Gebiet von Morlaix.

## Geschichte
Zur Zeit der deutschen Besetzung Frankreichs während des Zweiten Weltkrieges wurde der Flugplatz Morlaix zeitweise von Verbänden der deutschen Luftwaffe genutzt. Ab Mitte Februar 1941 lag hier zunächst eine Staffel und dann im März die komplette III. Gruppe des Jagdgeschwaders 77 (III./JG 77), die seinerzeit mit der Bf 109E ausgerüstet war. Ein weiterer Nutzer war von Ende Dezember 1941 bis Anfang Februar 1942 die I. Gruppe des Jagdgeschwaders 2 (I./JG 2) mit Bf 109E/F.
Nach der Befreiung der Gegend durch die Alliierten wurde Advanced Landing Ground ALG A-51, so seine alliierte Codebezeichnung, von Anfang September 1944 bis in den November hinein von Transportfliegern der United States Army Air Forces (USAAF) genutzt.
Die Gründung der Fluggesellschaft Brit Air im Jahr 1973 am Flughafen Morlaix, die im Jahr 2016 in der Marke Hop! aufging, führte zu einem Bedeutungszuwachs Morlaixs insbesondere als Standort von luftfahrttechnischen Wartungsbetrieben und darüber hinaus der Ausbildung von Fluglotsen.